# Вятский пехотный полк (1700—1833)
Вятский пехотный полк — пехотное формирование Русской армии.
Полк создан в 1700 году в числе 27 пехотных регулярных полков, учреждённых в ходе предпринятой Петром I реформы системы комплектования российской армии. Старшинство полка установлено с 1700 года. Участвовал не только в боевых операциях, но и в подавлении народных возмущений. Расформирован в 1833 году.

## Формирование и переименования полка
Сформирован в Казани 25 июня 1700 года комиссией генерала князя А. Н. Репнина для укомплектования его дивизии. Рекруты были набраны из «даточных людей детей боярских низовых городов».
Организация
- командир / полковник
  - штаб полка
- 1-й пеший батальон / подполковник
  - 1-я рота (гренадерская)
  - 2-я – 5-я роты (фузелёрные)
- 2-й пеший батальон / майор
  - 6-я – 10 роты (фузелёрные)

Штат
- 3 штаб-офицера
- 35 обер-офицеров
- 1200 строевых нижних чинов

Снаряжение
12 полковых и 12 походных знамён
24 алебарды (для подпрапорщиков и каптенармусов)
36 сержантских полупик
1152 фузеи с багинетами
12 пулечных форм
24 барабана, 12 дудок и 12 флейт
Первый комплект форменных вещей для солдат, набранных из даточных людей оплачивали их бывшие хозяева.
В сохранившимся в коллекции Ноттингемского университета «Подробном описании полков, занятых в осаде Нарвы» 1704 года, среди 6 полков генерала Апраксина описан и полк полковника Бернера, оба батальона которого были «одеты по немецкой моде». 
До 1708 года именовался по именам его командиров: с момента учреждения — Солдатский полк полковника Павла Бернера, с 21 июля 1706 года — Ивана Шанбурха (Шнеберха, Шнеберка), а с 28 февраля 1707 года — князя Алексея Голицына.
10 марта 1708 года полк Голицына получил новое наименование — Вятский солдатский полк и переведён в дивизию Н. Ф. Энцберга. В связи с указом Екатерины I о переименовании всех полков Русской армии в феврале 1727 года полк стал именоваться 2-м Переяславским, но уже в ноябре 1727 года указом от имени нового императора Петра II полку вернули прежнее наименование. Вятский солдатский полк входил в состав сухопутных войск России во времена правления императриц Анны Иоанновны и Елизаветы Петровны.
При следующем императоре Петре III полевые пехотные полки стали именовать по фамилиям шефов: 25 апреля 1762 года Вятский полк был переименован в Пехотный Алексея Маслова полк. Но после дворцового переворота 1762 года и восшествия на престол Екатерины II полк в июле 1762 года снова получил имя Вятского полка.

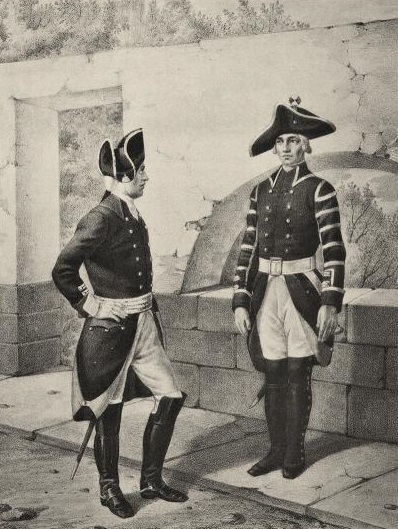
Адъютант и музыкант Вятского мушкетёрского полка (1797—1801).

29 ноября 1796 года Павел I повелел переименовать его в Вятский мушкетёрский полк. Через два года в ноябре 1798 года Вятский мушкетёрский полк был переименован по имени шефа в Мушкетёрский генерал-майора Самарина 2-го полк, а в феврале 1799 в честь нового шефа — в Мушкетёрский генерал-майора фон-Мантейфеля полк. При императоре Александре I в марте 1801 года из названия убрали имя шефа и полк вновь стал Вятским мушкетёрским. Десятилетие спустя мушкетёрские полки были переименованы и 22 февраля 1811 года полк был преобразован в Вятский пехотный.
При Николае I полк был расформирован — 28 января 1833 года его присоединили к Суздальскому пехотному полку, которому от Вятского пехотного полка было передано старшинство с 1700 года.

### Шефы полка
Шефы или почётные командиры формирования:
- Шпет Иван Иванович, генерал-майор — 03.12.1796—01.10.1797
- Михайлов Сергей Иванович, генерал-майор — 01.10.1797-26.10.1798
- Самарин 2-й Дмитрий Иванович, генерал-майор — 26.10.1798—18.02.1799
- Мантейфель Роман Григорьевич, генерал-майор — 18.02.1799—23.06.1802
- Урусов 1-й Николай Юрьевич, князь, генерал-майор — 23.06.1802—06.01.1808
- Беризеев Михаил Иванович, подполковник — 27.01.1808—01.08.1809
- Мещерский 1-й Степан Васильевич, князь, полковник — 01.08.1809—19.10.1810
- Кушников Сергей Сергеевич, полковник — 19.10.1810—02.07.1812
- Васильчиков 3-й Николай Васильевич, полковник (с 15.09.1813 генерал-майор) — 02.07.1812—01.09.1814

### Командиры
- Бернер Павел Павлович, полковник — 25.06.1700—1705
- Шанбурх (Шнеберк, Шнеберх) Иван Яковлевич, полковник — 1706
- Голицын Алексей Борисович, князь, полковник — с 1707
- Панин Иван Васильевич, полковник — 1711—1712
- Волынский Иван Михайлович, полковник — 1712—1719
- Маслов Алексей Михайлович, генерал-майор — 1761—1762
- Розенберг Андрей Григорьевич, полковник — 1779—1782
- Михайлов Сергей Иванович полковник — ?—08.08.1797
- Ландсберг Родион Адамович, полковник — 13.09.1798—16.04.1800
- Казаринов Николай Петрович, полковник — 18.06.1800—02.02.1801
- Гвоздев, Иван Назарович, подполковник — 21.02.1801—02.02.1802
- Вяземский Иван Григорьевич, князь, полковник — 02.02.1802—14.06.1804
- Бибиков, полковник — 19.08.18.04—05.10.1806
- Гвоздев Иван Назарович, полковник — 05.10.1806—12.02.1809
- Ладыженский, Николай Фёдорович, полковник — 16.11.1809—15.05.1811
- Эйсмонт Василий Алексеевич, подполковник — 1812
- Булгарский Пётр Васильевич, полковник[10] — 06.08.1816—08.11.1820
- Кромин, Павел Евграфович, полковник — 03.01.1821—15.11.1821
- Пестель, Павел Иванович, полковник — 15.11.1821—20.01.1826 (с 13.12.1825 был под арестом)[~ 3].
- Толпыго Ефим Иванович, подполковник — 20.01.1826—декабрь 1826
- Жеребцов Алексей Михайлович, полковник — декабрь 1826—27.03.1829
- Загорский Иван Иванович, полковник — 27.03.1829-?[11]

### Священники
- Зиновьев Андрей — 1723-после 11.02.1726 [12]
- Максимов Алексей — до 03.10.1743 [13]
- Тимофеев Герасим — с 03.10.1743 [13]
- Максимов Алексей — до 14.02.1744 [14]
- Григорьев Козьма — с 14.02.1744—после 21.12.1745 [14]
- Михайлов Стефан — до 17.12.1765 [15]
- Григорьев Иоанн — 26.01.1766–19.01.1770 [16]
- Иванов Василий — с 05.10.1771—после 21.02.1776 [17]

### Символика и знамёна
С историей полка связаны и трансформации оформления его знамён.
- С 1700 по 1712 годы в Вятском солдатском полку, как и во всех полевых пехотных полках, было 12 знамён — одно из них белое с двуглавым орлом под короной, остальные — синие с изображениями Андревского креста, всевидящего ока, пальмовой ветви и руки с мечом.
- В 1712 году в пехоте были введены знамёна нового образца: одинаковое для всей армии белое полковое с царским вензелем и разноцветные ротные с символикой провинций. В хранящихся в РГВИА (фонд 490. Оп. 2. Д. 39) перечнях амуниции и принадлежностей указано, что в 1712 году Вятский пехотный полк получил «1 белое и 7 черных знамён с золотыми дротиками»[18]. На ротных знамёнах был изображён древний символ Вятской земли — выходящая из облаков рука с луком и стрелой — и крест. В 1722 году ротные знамёна стали зелёными.
- В годы службы при дворе герцога Карла Леопольда (1717—1719) полку заменили российские знамёна на знамёна с мекленбургскими гербами[19].
- 16 февраля 1727 года первые фузелерные роты полка, переименованного во 2-й Переяславский, получили новые белые знамёна с изображением двуглавого орла с Георгием Победоносцем на груди и с Андреевским крестом на серебряной цепи. Остальные роты получили знамёна брусничного цвета с вензелем императрицы Екатерины I.
- В 1731 году после возвращения прежнего имени на основании проекта 1727 года были утверждены новые образцы полковых знамён. На белых знамёнах на груди двуглавого орла появился утверждённый в 1730 году полковой герб — на серебряном щите «в руке из облака лук с одною стрелою белою, а перо черное, в стороне крест красный, поле желтое». На синих ротных знамёнах Вятского полка тоже был изображён полковой герб.
- В 1762 году был утверждены образцы новых полковых знамён. На белом знамени в лавровом венке изображался на утёсе чёрный двуглавый орёл с распущенными крыльями держащий в клюве ленту со словами «Никого не устрашусь». Цвета ротных знамён с таким же рисунком устанавливались по их шефам. Вятский полк, входивший в состав Эстляндской дивизии, получил малиновые знамёна с полковым гербом образца 1730 года.
- В 1798 году Мушкетёрский генерал-майора Самарина 2-го полк в первую (шефскую) роту знамя с белым крестом и с фиолетово-голубыми углами, а в остальные роты — с голубым крестом и с фиолетовыми углами. На всех знамёнах в оранжевом круге изображался двуглавый орёл в золотом лавровом венке. Красный цвет щита на груди орла был связан с символикой герба Москвы.
- В 1816 году для Вятского пехотного полка были утверждены некоторые изменения на знамёнах. На белом знамени, двуглавый орёл изображался с распущенными крыльями. На ротных знамёнах появились зелёный крест и разноцветные углы.

## Кампании полка
Северная война (1700—1721).

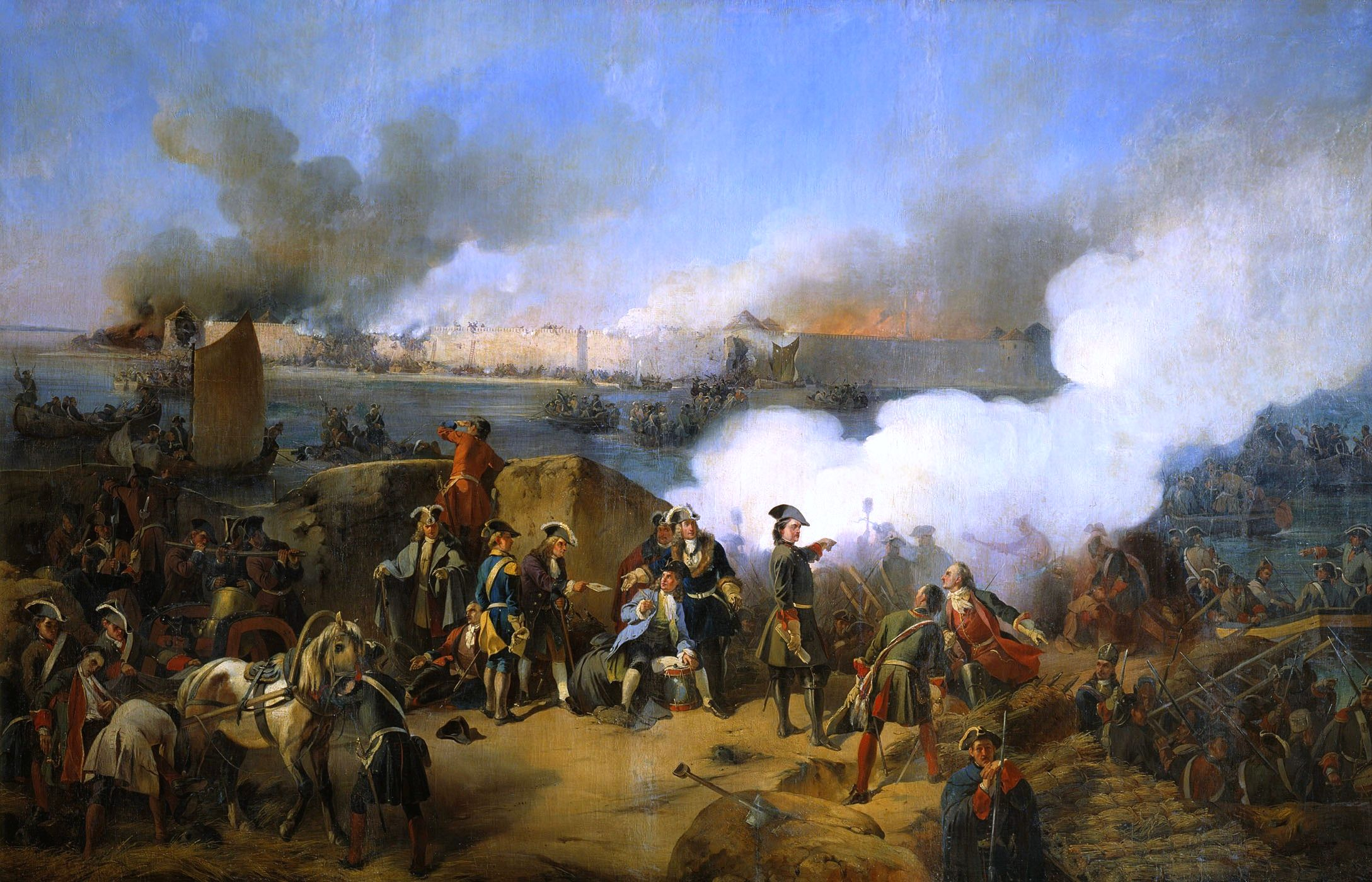
Штурм крепости Нотебург 11 октября 1702 года. А. Е. Коцебу, 1846

- 1702 — боевое крещение при осаде и взятии шведской крепости Нотебург.
- 1703 — осада и взятие шведской крепости Ниеншанц.
- 1704 — сражения у крепости Нарва и под Псково-Печорским монастырём
- 1708 году — бои у деревни Лесной. Полк потерял 22 человек убитыми и 84 ранеными.
- 1709 — боевые действия под Полтавой. В конце года полк сопровождал Петра I в поездке в Пруссию.
- 1711 — участие в Прутском походе[~ 4].
- 1712—1719 — в составе корпуса генерала А. А. Вейде принимал участие в Померанском походе российских войск генерал-фельдмаршала А. Д. Меншикова. В 1717 году полк был оставлен в Мекленбурге для защиты герцога Карла Леопольда[19][~ 5]. С середины 1720-х годов Вятский солдатский полк квартировал в Переславле-Залесском[20].

Русско-турецкая война (1735—1739).
- 1736 — при осаде и взятии Азова потери полка убитыми и ранеными составили 44 человека.
- 1737 — при осаде и штурме Очакова потери полка составили 73 человека.

Башкирское восстание (1755—1756)
- полк был отправлен из Переслав-Залесской провинции в Оренбургскую губернию для участия в усмирении восстания Батырши[22].

Семилетняя война (1756—1763).
- 1757 — участие в осаде Мемеля в составе бригады бригадира И. Трейдена[23] и в сражении при Гросс-Егерсдорфе в Курляндском корпусе генерал-аншефа В. В. Фермора.

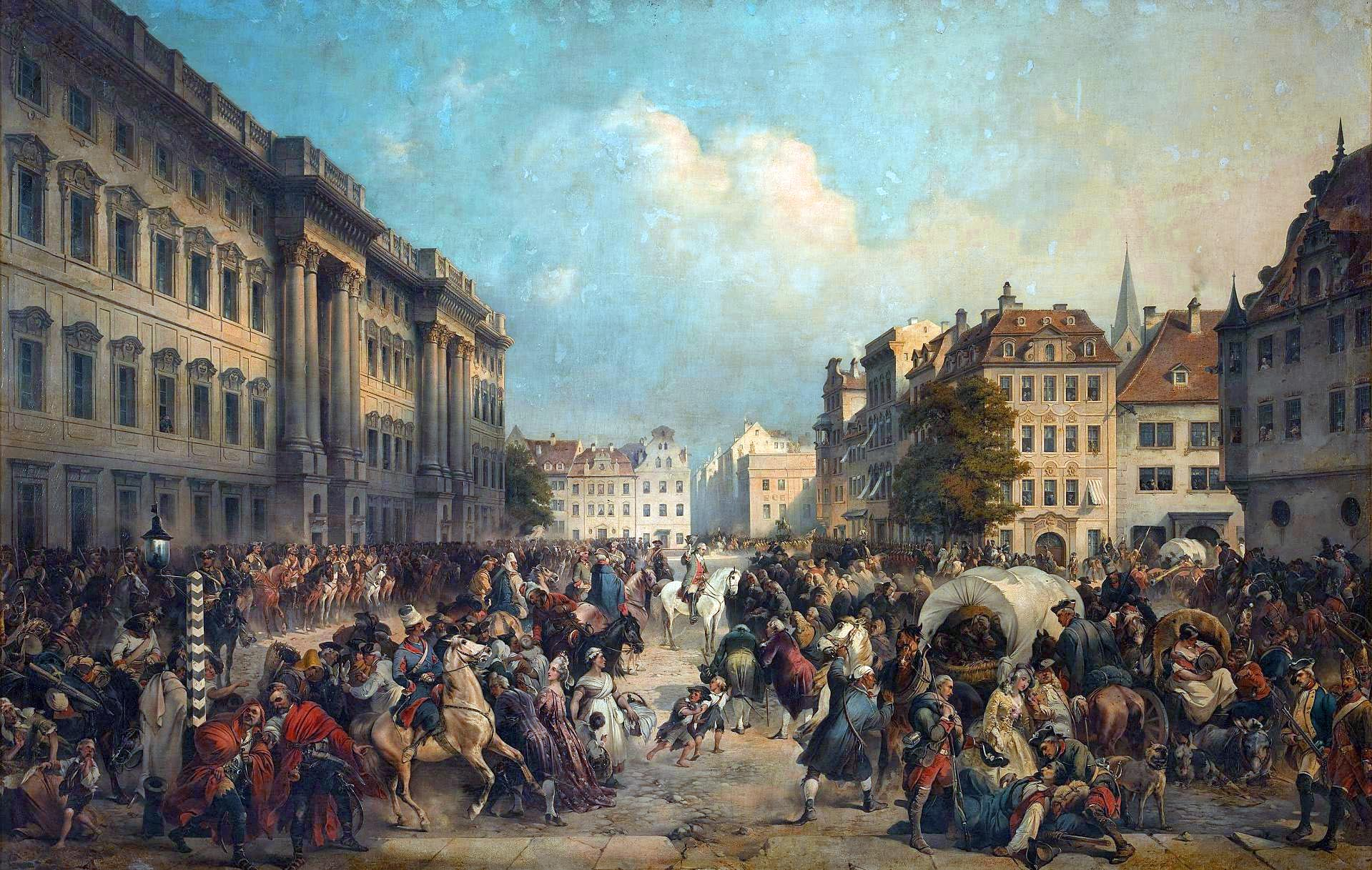
Взятие Берлина 28 сентября 1760 года. А. Е. Коцебу, 1849

- 1760 — бросок к столице Пруссии в составе корпуса З. Г. Чернышёва и захват Берлина.

Награждён серебряными трубами с надписью «За взятие города Берлина 28 Сентября 1760 года».
- 1761 — взятие крепости Кольберг.

Крестьянская война под предводительством Емельяна Пугачёва.
- 1773—1775 — несколько рот полка участвовали в военных действиях против войск Пугачева[~ 6].

Присоединение Крыма к Российской империи.
- 1779 — в связи с обострением русско-турецких противоречий полк был включён во вновь сформированную Воронежскую дивизию и расквартирован в Боброве в Воронежской губернии
- августе 1781 — отправлен в Керчь для «прикрытия со стороны Крыма пограничных селений»[25].

Русско-персидская война (1796).
- август 1796 — полк переведён на Кавказ. 12 августа 1796 года А. В. Суворов писал из Тульчина Екатерине II: «Вятский мушкатерский полк…. выступил к Яниколю, где, переправясь чрез пролив, будет следовать к Усть-Лабинской крепости в команду генерала Гудовича»[26][~ 7][27].
- 1797 — участие в усмирении Екатеринодаре протестов черноморских казаков против действий назначенного им атамана Т. Т. Котляревского[28].

Война третьей коалиции.
- 1805 — у Дюренштейна[29]. В 1805 году полк находился в заграничном походе российской армии. 21 октября за случившуюся ложную тревогу и беспорядочную стрельбу М. И. Кутузова приказал арестовать командира полка полковника Бибикова[30].

Приказ об аресте полковника Бибикова за ложную тревого в Вятском мушкетёрском полку
«К стыду господ начальников, у кого сие случилось, должно отнесть, что полки вчерашнего числа пустым слухом до того были встревожены, что в Вятском мушкетерском полку без приказу сами собою зарядили ружья и потом, дабы разрядить оные, начали стрелять. Совсем должно быть не сведущу в военном деле, сколь таковые выстрелы могут быть вредны и опасны в военное время для соблюдаемого в войсках порядка, дабы в подобном случае не взять надлежащих мер, которые бы до выполнения сего не допустили. За таковую оплошность и нерасторопность Вятского мушкетёрского полка полкового командира полковника Бибикова арестовать. Генерал-майору графу Витгенштейну наистрожайше изыскать, подлинно ли в полку, ему вверенном, тревога была играна и отчего оная сделалась».
Но уже на следующий день вятичи в полном составе вместе с другими полками отряда Д. С. Дохтурова были направлены к Амштеттену для участия в сражении с французским войсками. В рукопашном бою Бибиков был пленён, а у одного из батальонов французы отбили знамёна. Участвовавший в кампаниях 1805—1807 годов полковник А. П. Ермолов считал причиной трагического для вятцев исхода боя ошибочные действия генерала Д. С. Дохтурова, который «так распорядил войска, что потерял почти весь баталион Вятского мушкетерского полка и одно знамя».
Отечественная война 1812 года.
После участия в русско-турецкой войне 1806 — 12 годов в составе Молдавской (Дунайской) армии полк был расквартирован в Бессарабии. Входил в состав 1-й бригады 22-й пехотной дивизии генерал-майора С. А. Тучкова.
- 2-4 ноября 1812 — батальоны полка участвовали в боях под Волковыском в составе армии П. В. Чичагова. Отличившийся в сражении и преследовании противника шеф полка Н. В. Васильчикова награждён орденом Святого Георгия 3-й степени «в воздаяние отличного мужества и храбрости, оказанных в сражениях при преследовании французских войск с 25-го октября по 15-е ноября 1812 года».

Война шестой коалиции.
В 1813—1814 годах полк участвовал во многих битвах заграничного похода российской армии. Имя Вятского пехотного полка внесено в памятные доски галереи воинской славы Храма Христа Спасителя, посвящённые описаниям событий и героев:
- арьергардных сражений при Гайнау 14-26 мая 1813 года[35]
- сражений при Вошане и Этоже 2(14) февраля 1814 года[36]
- сражений при покорении Парижа 18 марта 1814 года[37]

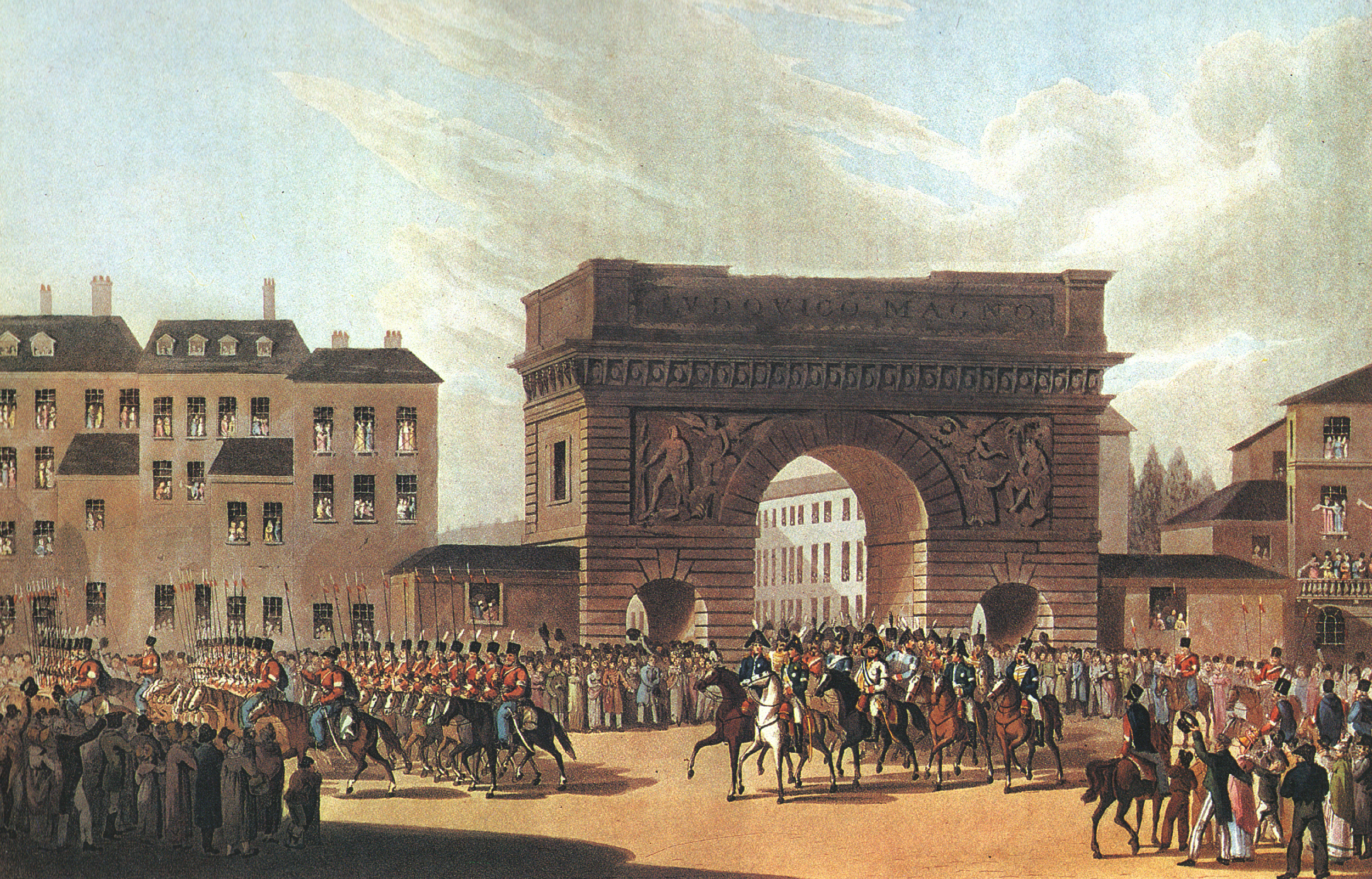
Русская армия входит в Париж. 1814

По возвращении из заграничного похода в Россию Вятский пехотный полк был расквартирован в Подолии. К началу 1820-х годов полк в составе трех батальонов входил в 1-ю бригаду 18-й пехотной дивизии 2-й армии и был расквартирован в местечке Линцы Липовецкого уезда Киевской губернии . 16 февраля 1824 года 2-й (резервный) батальон полка был передан отдельному корпусу военных поселений. Поселенный батальон под командованием майора Гротгуза уже в марте убыл в лагерь при Новомиргороде (Херсонской губернии).
В августе-сентябре 1825 года Вятский пехотный полк принимал участие военном лагерном сборе 3-го пехотного корпуса близ села Лещин. По планам руководителей Южного общества декабристов Вятский пехотный полк должен был 1 января 1826 года начать вооружённое восстание, арестовать в Тульчине армейское начальство и выступить на Петербург. Планы оказались нереализованными — 13 декабря 1825 года командир полка, один из идеологов декабристского движения П. И. Пестель был арестован.
События декабря 1825 года повлияли на отношение к полку, который оказался под пристальным наблюдением со стороны начальства. Были открыты дело о финансовых нарушениях бывшего командира и «дело об офицерах и нижних чинах Вятского пехотного полка, замеченных в предосудительных разговорах». Некоторые офицеры были отправлены в отставку или переведены в другие полки.
Русско-турецкая война (1828—1829)
- 1828 — по разработанному плану войны с Турцией 3-й корпус генерала А. Я. Рудзевича, к состав которого входил Вятский пехотный полк, переправившись через Дунай, овладевая турецкими крепостями, наступал к Варне. После капитуляции Варны 3-й корпус базировался в Валахии.
- 1829 — осада Силистрии.

Осенью 1831 года 16-я пехотная дивизия была перемещена во Владимирскую губернию. Вятский пехотный полк был расквартирован в Муроме.
В ходе армейской реформы 1833 года в числе упразднённых оказался и Вятский пехотный полк, который был присоединён к Суздальскому пехотному полку. Этому полку передано и старшинство Вятского.

## Известные люди, служившие в полку
- Л. Л. Беннигсен, граф, генерал от кавалерии — в 1773 году поступил на российскую военную службу премьер-майором в Вятский солдатский полк[41].
- А. П. Тормасов, граф, генерал от кавалерии — начал военную службу 2 марта 1772 года поручиком Вятского солдатского полка.
- Н. И. Лорер, майор Вятского пехотного полка — член Южного общества декабристов и один из сподвижников П. И. Пестеля.
- А. И. Майборода, капитан — командир гренадерской роты Вятского пехотного полка, автор доноса на заговор декабристов

## Другие Вятские пехотные полки
- В российской армии существовал 102-й Вятский пехотный полк (1863—1918). Старшинство ему установлено с 1803 года от сформированных в 1803 году двух морских полков, влившихся в 1833 году в Либавский пехотный полк, из которого в 1863 году и был выделен Вятский пехотный полк. Номер полку присвоен 25 марта 1864 года.
- В 1919 году 11-й Вятский пехотный полк входил в число антибольшевистских военных формирований Северо-Западной армии генерала Н. Н. Юденича[42].

## Комментарии
1. ↑  Старшинство — дата, с которой исчислялась официальная история полка.
2. ↑  Низовые города — официальное название городов в междуречье Оки и Волги в XVI—XVII веках.
3. ↑  С января по июль 1824 года в связи с отпуском Пестеля обязанности командира Вятского пехотного полк исполнял командир 1-го батальона майор Гриневский
4. ↑  В ходе Прутского похода из-за угрозы окружения пришлось сжечь большую часть полковой документации.
5. ↑  По возвращении на родину полк был направлен в Рижский гарнизон, а позднее расквартирован под Санкт-Петербургом.
6. ↑  В «Истории Пугачёва» А. С. Пушкин неоднократно упоминает об участии в событиях Вятского пехотного полка — /Алфавитный указатель / Сост. Г. П. Блок // Пушкин А. С. Полное собрание сочинений: В 16 т. — М.; Л.: Изд-во АН СССР, 1937—1959. — Т. 9, кн. 2. История Пугачева. — 1940. — С. 811—945.
7. ↑  В декабре 1796 года в связи с приостановкой Павлом I боевых действий в Закавказье полк был перераспределён из Кавказского корпуса в Екатеринославскую дивизию, которая в 1797 году была переименована в Днестровскую.
8. ↑  Александр I отметил всех солдат, участников боёв при Кремсе, серебряным рублём, но исключил вятцев из числа награждённых.
9. ↑  По существовавшему в то время в российской армии расписанию пехотных полков 1-й и 3-й батальоны считались действующими, а 2-й — резервным
10. ↑  В 1826 году был уволен в отставку батальонный командир майор Гриневский